# Marquesado de Casa Pardiñas

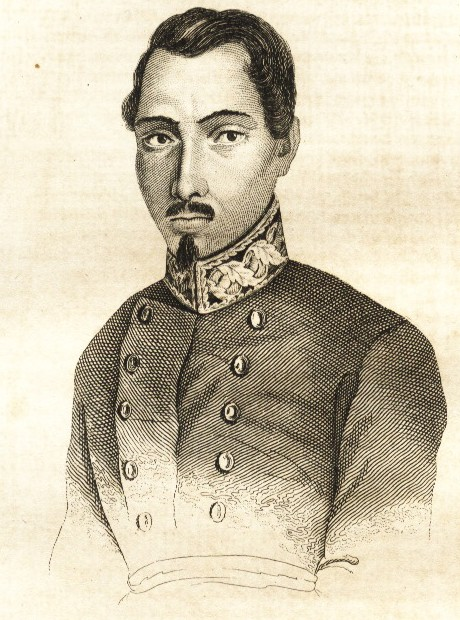
Ramón Pardiñas y Villardefrancos Taboada, en cuya memoria se creó el marquesado de Pardiñas.

El marquesado de Casa Pardiñas es un título nobiliario español creado por la reina regente María Cristina de Habsburgo Lorena y concedido, en nombre de Alfonso XIII, a favor del diputado Ramón Sanjurjo y Pardiñas, mediante real decreto del 3 de julio de 1890 y despacho expedido el 27 de agosto del mismo año, para hacer memoria de los servicios prestados a la Corona por su tío carnal Ramón Pardiñas y Villardefrancos Taboada.

## Marqueses de Casa Pardiñas
|                           | Titular                           | Periodo                   |
| Creación por Alfonso XIII | Creación por Alfonso XIII         | Creación por Alfonso XIII |
| ------------------------- | --------------------------------- | ------------------------- |
| I                         | Ramón Sanjurjo Pardiñas           | 1890-1917                 |
| II                        | Ramón Sanjurjo y Neyra            | 1917-1925                 |
| III                       | Ramona Sanjurjo y Neyra           | 1927-1937                 |
| IV                        | Jacobo Arias Villar               | 1952-1975                 |
| V                         | Gregorio Casamayor y Arias        | 1981-1987                 |
| VI                        | María de la Paz Casamayor y Gómez | 1987-hoy                  |

## Historia de los marqueses de Casa Pardiñas
- Ramón Sanjurjo Pardiñas (Betanzos, 1845-Villajuán, 12 de enero de 1917), I marqués de Casa Pardiñas,[3] senador del reino, diputado a Cortes y alcalde de Santiago de Compostela.[1]

Casó, el 1 de septiembre de 1862, en Puente Ulla (La Coruña), con Sofía de Neyra y Flórez (1845-1892). El 3 de mayo de 1917 le sucedió su hijo:
- Ramón Sanjurjo y Neyra (Santiago de Compostela, 21 de agosto de 1865-Villajuán, 15 de noviembre de 1925), II marqués de Casa Pardiñas.[1]

Casó, en Villajuán, el 4 de octubre de 1893, con María Luisa Mayo Araujo (1870-1923) Sin descendencia. El 4 de mayo de 1927 le sucedió su hermana:
- Ramona Sanjurjo y Neyra (m. 17 de abril de 1937), III marquesa de Casa Pardiñas.[4]

Casó el 15 de noviembre de 1981, en Villagarcía, con Miguel de Castro y Arizcun (m. 1828). Sin descendencia. El 9 de mayo de 1952 le sucedió su sobrino segundo:
- Jacobo Arias Villar (m. 1975), IV marqués de Casa Pardiñas.[4] Era hijo de Jacobo Arias Sanjurjo —hijo de Efigenia Sanjurjo y Pardiñas, hermana del I marqués, y de Antonio Arias Armesto— y su esposa María Villar Martelo.[4]

Casó con María de las Nieves López y Trasancos. Sin descendencia. El 8 de enero de 1981 le sucedió su primo hermano:
- Gregorio Casamayor y Arias (m. 1987), V marqués de Casa Pardiñas.[2][5]

Casó con Eloísa Gómez y Sánchez-Reina.[cita requerida] Previa orden del 15 de octubre de 1987 para que se expida la correspondiente carta de sucesión (BOE del 5 de noviembre), le sucedió su hija:
- María de la Paz Casamayor y Gómez, VI marquesa de Casa Pardiñas, licenciada en Derecho por la Universidad de Granada, experta en criminología por la misma universidad, doctora en Historia del Derecho por la Universidad de Castilla-La Mancha.[7]

Casó el 20 de mayo de 1978 con Fernando López y Justicia, licenciado en Farmacia y en Derecho por la Universidad de Granada.